# Fastlane 2021
Fastlane (2021) was een professioneel worstel-pay-per-view (PPV) en WWE Network evenement dat georganiseerd wordt door WWE voor hun Raw en Smackdown brands. Het was de 6e editie van Fastlane en vond plaats op 21 maart 2021 in het Tropicana Field (ThunderDome met virtueel publiek) in St. Petersburg, Florida. Dit was het eerste evenement dat ook streamde via het WWE Network kanaal van Peacock in de Verenigde Staten en het laatste dat beschikbaar was op de normale versie van het WWE Network in de VS. Vanaf 5 april hebben Amerikaanse abonnees alleen toegang tot de WWE Network via Peacock.

## Matches
| Nr. | Match                                                                       | Winnaar(s)               | Opmerkingen                                                                               | Bron  |
| --- | --------------------------------------------------------------------------- | ------------------------ | ----------------------------------------------------------------------------------------- | ----- |
| 1P  | Riddle (c) vs. Mustafa Ali (met Mace, Reckoning, Slapjack en T-Bar)         | Riddle                   | Eén-op-één match voor het WWE U.S. Championship.                                          | [ 4 ] |
| 2   | Nia Jax & Shayna Baszler (c) (met Reginald) vs. Bianca Belair & Sasha Banks | Nia Jax & Shayna Baszler | Tag team match voor het WWE Women's Tag Team Championship.                                | [ 4 ] |
| 3   | Big E (c) vs. Apollo Crews                                                  | Big E                    | Eén-op-één match voor het WWE Intercontinental Championship.                              | [ 4 ] |
| 4   | Braun Strowman vs. Elias (met Jaxson Ryker)                                 | Braun Strowman           | Eén-op-één match.                                                                         | [ 4 ] |
| 5   | Seth Rollins vs. Shinsuke Nakamura                                          | Seth Rollins             | Eén-op-één match.                                                                         | [ 4 ] |
| 6   | Drew McIntyre vs. Sheamus                                                   | Drew McIntyre            | No Holds Barred match.                                                                    | [ 4 ] |
| 7   | Alexa Bliss vs. Randy Orton                                                 | Alexa Bliss              | Intergender match.                                                                        | [ 4 ] |
| 8   | Roman Reigns (c) (met Paul Heyman) vs. Daniel Bryan                         | Roman Reigns             | Eén-op-één match voor het WWE Universal Championship. Edge was de Special Guest Enforcer. | [ 4 ] |